# Francesco Di Fulvio

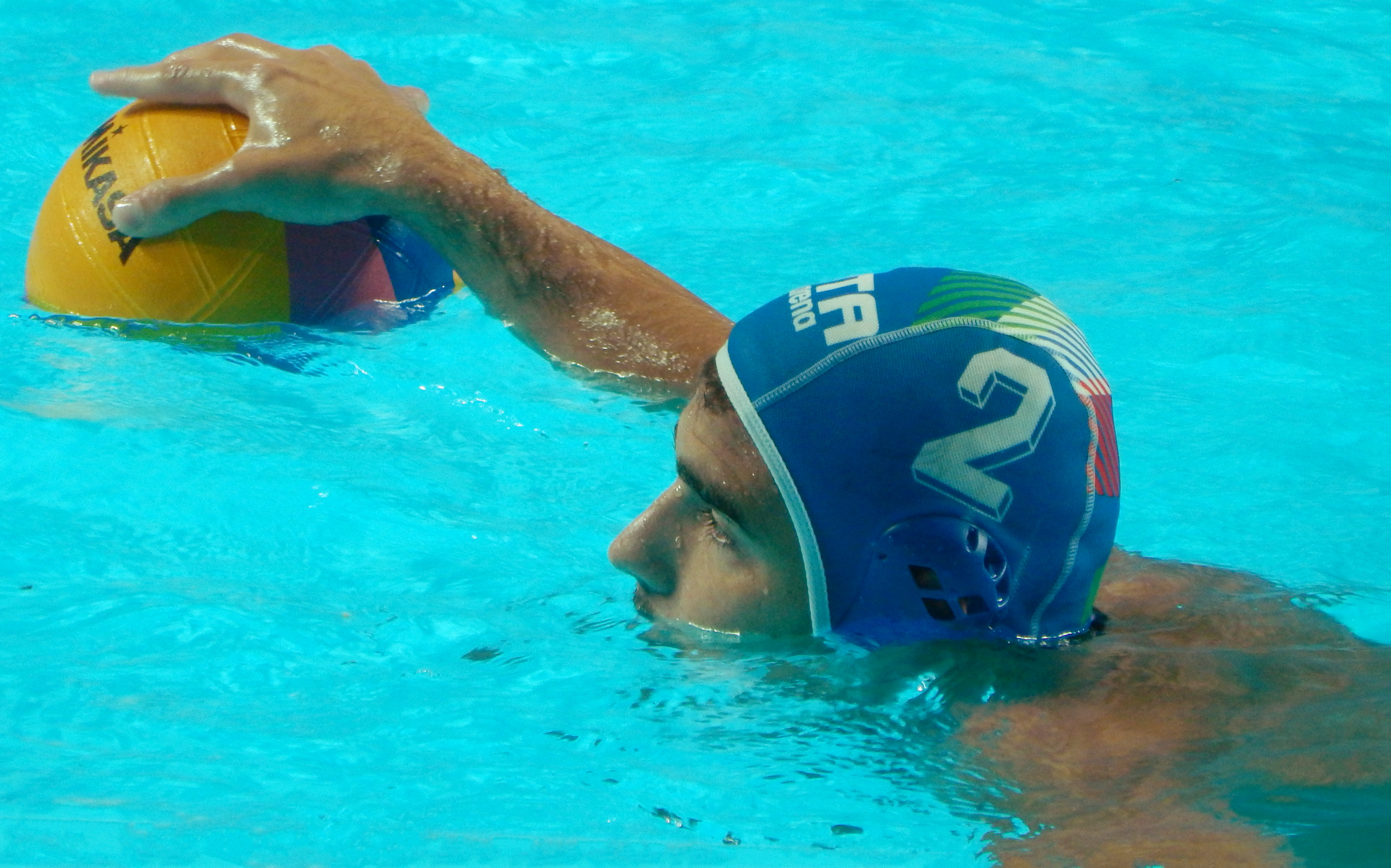
Francesco Di Fulvio (2015)

Francesco Di Fulvio (* 15. August 1993 in Pescara) ist ein italienischer Wasserballspieler. Er war Europameisterschaftsdritter 2014, Olympiadritter 2016 und Weltmeister 2019. 2022 und 2024 war er Weltmeisterschaftszweiter.

## Karriere
Der 1,90 m große Francesco Di Fulvio spielte ab 2014 beim italienischen Rekordmeister Pro Recco.
2013 war Di Fulvio mit der italienischen Mannschaft Juniorenweltmeister. Im Jahr darauf gehörte er zum Kader der italienischen Nationalmannschaft bei der Europameisterschaft in Budapest. Die italienische Mannschaft erreichte in ihrer Vorrundengruppe den zweiten Platz hinter Montenegro. Nach einem Viertelfinalsieg über Kroatien und einer Halbfinalniederlage gegen die Ungarn trafen die Italiener im Spiel um Bronze erneut auf die Mannschaft aus Montenegro und gewannen diesmal mit 11:9. Francesco Di Fulvio warf in Viertel- und Halbfinale jeweils ein Tor, im Spiel um Bronze ging er leer aus. Im Jahr darauf bei der Weltmeisterschaft 2015 in Kasan wurden die Italiener in der Vorrunde nur Dritte hinter den Teams aus Griechenland und aus den Vereinigten Staaten. Mit einem Sieg über Kanada erreichten die Italiener das Viertelfinale. Dort bezwangen sie die Mannschaft aus Ungarn mit 8:7, Di Fulvio erzielte zwei Treffer. Nach einer Halbfinalniederlage gegen die Serben trafen die Italiener im Spiel um Bronze auf die Griechen. Das Spiel wurde erst im Penaltyschießen entschieden, als der griechische Torhüter Konstantinos Flegkas den Wurf von Francesco Di Fulvio abwehren konnte. Bei den Olympischen Spielen 2016 in Rio de Janeiro belegten die Italiener in der Vorrunde den dritten Platz hinter Spanien und Kroatien. Mit einem 9:5 über die Griechen im Viertelfinale erreichten die Italiener das Halbfinale, hier gewannen die Serben mit 10:8. Im Spiel um die Bronzemedaille besiegten die Italiener die Mannschaft aus Montenegro mit 12:10. Francesco Di Fulvio erzielte im Turnierverlauf neun Tore.
Bei der Europameisterschaft 2018 in Barcelona siegten die Italiener in ihrer Vorrundengruppe und bezwangen im Viertelfinale die russische Mannschaft mit 11:1. Im Halbfinale unterlagen die Italiener den Spaniern mit 7:8, Di Fulvio war mit drei Treffern erfolgreichster Torschütze des Spiels. Das Spiel um die Bronzemedaille verloren die Italiener mit 8:10 gegen die Kroaten. 2019 bei der Weltmeisterschaft in Gwangju gewannen die Italiener ihre Vorrundengruppe und besiegten im Viertelfinale die Griechen mit 7:6. Nach dem Halbfinalsieg gegen die Ungarn gewannen die Italiener das Finale gegen die Spanier mit 10:5. Das amerikanische Fachmagazin Swimming World kürte Francesco Di Fulvio 2019 zum Wasserballspieler des Jahres. Bei den 2021 ausgetragenen Olympischen Spielen in Tokio belegten die Italiener den siebten Platz, nachdem sie im Viertelfinale gegen die späteren Olympiasieger aus Serbien verloren hatten.
2022 bei der Weltmeisterschaft in Budapest bezwangen die Italiener Im Halbfinale die griechische Mannschaft. Im Endspiel unterlagen sie den Spaniern im Penaltyschießen. Bei der Europameisterschaft 2022 in Split verloren die Italiener im Halbfinale mit 10:11 gegen die Kroaten. Im Spiel um Bronze unterlagen sie den Spaniern mit 6:7. Im Jahr darauf bei der Weltmeisterschaft in Fukuoka verloren die Italiener im Viertelfinale gegen die Serben nach Penaltyschießen, wobei Di Fulvio mit drei Toren in der regulären Spielzeit erfolgreichster Schütze der Italiener war. In den Platzierungsspielen wurden die Italiener Fünfte. Im Januar 2024 unterlagen die Italiener im Halbfinale der Europameisterschaft in Kroatien den Spaniern. Das Spiel um Bronze gewannen die Italiener mit 12:7 gegen die Ungarn. Im Februar bei der Weltmeisterschaft in Doha erreichten die Italiener mit einem Sieg über die Spanier das Endspiel. Dort unterlagen sie den Kroaten nach Penaltyschießen. Bei den Olympischen Spielen 2024 in Paris unterlagen die Italiener im Viertelfinale den Ungarn im Penaltyschießen. In diesem Match spielte Di Fulvio fast durch und erzielte drei Tore. Seinen Versuch im Penaltyschießen konnte der ungarische Keeper Soma Vogel halten. In den Platzierungsspielen erreichten die Italiener den siebten Platz.